# Liste der Kulturgüter in Ebikon
Die Liste der Kulturgüter in Ebikon enthält alle Objekte in der Gemeinde Ebikon im Kanton Luzern, die gemäss der Haager Konvention zum Schutz von Kulturgut bei bewaffneten Konflikten, dem Bundesgesetz vom 20. Juni 2014 über den Schutz der Kulturgüter bei bewaffneten Konflikten sowie der Verordnung vom 29. Oktober 2014 über den Schutz der Kulturgüter bei bewaffneten Konflikten unter Schutz stehen.
Objekte der Kategorie A sind im Gemeindegebiet nicht ausgewiesen, Objekte der Kategorie B sind vollständig in der Liste enthalten, Objekte der Kategorie C fehlen zurzeit (Stand: 1. Januar 2023). Unter übrige Baudenkmäler sind zusätzliche Objekte zu finden, die im kantonalen Denkmalverzeichnis verzeichnet und nicht bereits in der Liste der Kulturgüter enthalten sind.

## Kulturgüter
| Foto |                                                                                | Objekt                                                            | Kat. | Typ | Standort                           | Beschreibung |
| ---- | ------------------------------------------------------------------------------ | ----------------------------------------------------------------- | ---- | --- | ---------------------------------- | ------------ |
| ja   | Datei hochladen · Wikidata zu Landsitz Hünenberg (Q29785539)                   | Landsitz Hünenberg KGS-Nr.: 03655                                 | B    | G   | Schachenstrasse 22 666816 / 213299 |              |
| ja   | Datei hochladen · Wikidata zu Klosterkirche Rathausen (Q55382479)              | Ehemaliges Zisterzienserkloster (jetzt Kinderheim) KGS-Nr.: 03656 | B    | G   | Rathausen 1 666322 / 214726        |              |
| BW   | Datei hochladen · Wikidata zu Schindler Group, Historisches Archiv (Q27480040) | Schindler Group, Historisches Archiv KGS-Nr.: 10585               | B    | S   | Zugerstrasse 13 669333 / 215706    |              |

## Übrige Baudenkmäler
| ID  | Foto |                                                                            | Objekt                                       | Typ | Standort                                | Beschreibung |
| --- | ---- | -------------------------------------------------------------------------- | -------------------------------------------- | --- | --------------------------------------- | ------------ |
| 65  | BW   | Datei hochladen                                                            | Kapelle St. Anna                             | G   | Chäppelimattstrasse 4.1 668641 / 214932 |              |
| 71  | ja   | Datei hochladen · Wikidata zu Pfarrkirche Unserer Lieben Frau (Q111243727) | Pfarrkirche Unserer Lieben Frau und Beinhaus | G   | Dorfstrasse 6.4, 8.1 668464 / 214908    |              |
| 75  | ja   | Datei hochladen                                                            | Amtshaus Rathausen                           | G   | Rathausen 2 666248 / 214691             |              |
| 119 | BW   | Datei hochladen                                                            | Villa Pilatusblick                           | G   | Kaspar-Kopp-Strasse 125 666743 / 213507 |              |

Legende: Siehe Legende der Liste der Kulturgüter von nationaler und regionaler Bedeutung. Anstelle der KGS-Nummer wird als Objekt-Identifikator (ID) die Gebäudenummer im kantonalen Denkmalverzeichnis verwendet.